# 沈豐
沈豐，一作沈酆，字圣通，一说字圣达，会稽乌程人，汉朝零陵太守。弟弟沈浒的后代是《宋书》作者沈约。

## 生平
汉明帝永平年间，沈豐为会稽郡主簿，当时会稽太守第五伦母亲因为年老，不能和第五伦一同前往会稽郡赴任，第五伦每到腊八节，想念母亲直至哭泣，于是让郡吏沈丰将母亲接来。沈丰和第五伦母亲途中遇到长江，第五伦母亲害怕，不敢渡江，沈丰让第五伦母亲喝醉，顺利摆渡。
后来沈丰担任零陵太守，在任恤刑慎杀。上任七年（一说一年），到了汉章帝建初三年（78年），零陵郡泉陵县女子家里土地长出芝草，沈豐认为是祥瑞，于是派门下掾将芝草进献给汉章帝。大家认为这是沈丰善于治理的体现。